# Liste der portugiesischen Botschafter in Papua-Neuguinea
Die Liste der portugiesischen Botschafter in Papua-Neuguinea listet die Botschafter der Republik Portugal in Papua-Neuguinea auf. Die beiden Staaten unterhalten seit 1976 direkte diplomatische Beziehungen.
Portugal richtete danach keine eigene Botschaft in Papua-Neuguinea ein, der portugiesische Botschafter in Australien ist auch für Papua-Neuguinea zuständig und doppelakkreditiert sich dazu in der dortigen Hauptstadt Port Moresby (Stand 2019). Erstmals akkreditierte sich dort ein Vertreter Portugals am 5. August 1997.

## Missionschefs
| Name                              | Bild            | Amtszeit                          | Anmerkungen                                                                       |
| Papua-Neuguinea                   | Papua-Neuguinea | Papua-Neuguinea                   | Papua-Neuguinea                                                                   |
| --------------------------------- | --------------- | --------------------------------- | --------------------------------------------------------------------------------- |
| Zózimo Justo da Silva             |                 | 1. Juli 1996 –31. Januar 2001     | Botschafter mit Amtssitz Canberra, am 5. August 1997 in Port Moresby akkreditiert |
| José Ernest Henzler Vieira Branco |                 | 12. Februar 2001 –26. Januar 2005 | Botschafter mit Amtssitz Canberra                                                 |
| António Augusto Jorge Mendes      |                 | 15. Januar 2005 –25. April 2010   | Botschafter mit Amtssitz Canberra                                                 |
| Rui Quartin Santos                |                 | 2. Mai 2010 – 2. Dezember 2012    | Botschafter mit Amtssitz Canberra                                                 |
| Paulo Jorge Sousa da Cunha Alves  |                 | 14. Juni 2013 –7. August 2018     | Botschafter mit Amtssitz Canberra                                                 |
| Pedro da Vinha Rodrigues da Silva |                 | seit 26. Oktober 2018             | Botschafter mit Amtssitz Canberra                                                 |